# Франция на зимних Олимпийских играх 1952
Франция принимала участие в Зимних Олимпийских играх 1952 года в шестой раз за свою историю и завоевала одну бронзовую медаль. Сборная страны состояла из 26 спортсменов (20 мужчин, 6 женщин).

## Медалисты
| Медаль | Спортсмен      | Вид спорта       | Соревнование              |
| ------ | -------------- | ---------------- | ------------------------- |
| Бронза | Жаклин Дю Бьеф | Фигурное катание | Женское одиночное катание |

## Результаты

### Бобслей
| Спортсмены                                             | Соревнование | 1 заезд   | 1 заезд | 2 заезд   | 2 заезд | 3 заезд   | 3 заезд | 4 заезд   | 4 заезд | Итоговый результат | Итоговое место | Источник |
| Спортсмены                                             | Соревнование | Результат | Место   | Результат | Место   | Результат | Место   | Результат | Место   | Итоговый результат | Итоговое место | Источник |
| ------------------------------------------------------ | ------------ | --------- | ------- | --------- | ------- | --------- | ------- | --------- | ------- | ------------------ | -------------- | -------- |
| Андре Робен Анри Ривьер                                | Двойки       | 1:23,22   | 6       | 1:23,06   | 5       | 1:22,85   | 5       | 1:22,85   | 6       | 5:31,98            | 5              | [ 1 ]    |
| Робер Гийярд Жозеф Шателю                              | Двойки       | 1:29,68   | 17      | 1:28,84   | 17      | 1:28,71   | 17      | 1:28,08   | 17      | 5:55,31            | 17             | [ 1 ]    |
| Андре Робен Жозеф Шателю Луи Сэйнт-Кальбре Анри Ривьер | Четвёрки     | 1:18,90   | 6       | 1:19,91   | 8       | 1:19,18   | 9       | 1:22,75   | 14      | 5:20,74            | 11             | [ 2 ]    |

### Горнолыжный спорт
Мужчины
| Спортсмен     | Соревнование      | 1 спуск       | 1 спуск       | 2 спуск              | 2 спуск              | Результат            | Результат            | Источник |
| Спортсмен     | Соревнование      | Время         | Место         | Время                | Место                | Время                | Место                | Источник |
| ------------- | ----------------- | ------------- | ------------- | -------------------- | -------------------- | -------------------- | -------------------- | -------- |
| Джеймс Кутте  | Скоростной спуск  | Не проводится | Не проводится | Не проводится        | Не проводится        | 2:38,7               | 11                   | [ 3 ]    |
| Анри Орейе    | Скоростной спуск  | Не проводится | Не проводится | Не проводится        | Не проводится        | 2:41,5               | 14                   | [ 3 ]    |
| Морис Санглар | Скоростной спуск  | Не проводится | Не проводится | Не проводится        | Не проводится        | 2:45,4               | 25                   | [ 3 ]    |
| Ги де Уэртас  | Скоростной спуск  | Не проводится | Не проводится | Не проводится        | Не проводится        | 2:54,4               | 35                   | [ 3 ]    |
| Джеймс Кутте  | Гигантский слалом | Не проводится | Не проводится | Не проводится        | Не проводится        | 2:34,9               | 14                   | [ 4 ]    |
| Ги де Уэртас  | Гигантский слалом | Не проводится | Не проводится | Не проводится        | Не проводится        | 2:35,1               | 15                   | [ 4 ]    |
| Анри Орейе    | Гигантский слалом | Не проводится | Не проводится | Не проводится        | Не проводится        | 2:35,3               | 16                   | [ 4 ]    |
| Морис Санглар | Гигантский слалом | Не проводится | Не проводится | Не проводится        | Не проводится        | 2:38,0               | 23                   | [ 4 ]    |
| Джеймс Кутте  | Слалом            | 1:01,1        | 6             | 1:01,7               | 5                    | 2:02,8               | 6                    | [ 5 ]    |
| Морис Санглар | Слалом            | 1:01,4        | 8             | 1:08,6               | 26                   | 2:10,0               | 20                   | [ 5 ]    |
| Фирмин Маттис | Слалом            | 1:02,0        | 12            | 1:04,0               | 15                   | 2:06,0               | 12                   | [ 5 ]    |
| Ги де Уэртас  | Слалом            | 1:09,1        | 38            | Завершил выступление | Завершил выступление | Завершил выступление | Завершил выступление | [ 5 ]    |

Женщины
| Спортсменка    | Соревнование      | 1 спуск       | 1 спуск       | 2 спуск       | 2 спуск       | Результат | Результат | Источник |
| Спортсменка    | Соревнование      | Время         | Место         | Время         | Место         | Время     | Место     | Источник |
| -------------- | ----------------- | ------------- | ------------- | ------------- | ------------- | --------- | --------- | -------- |
| Марисетт Аньел | Скоростной спуск  | Не проводится | Не проводится | Не проводится | Не проводится | 1:56,8    | 22        | [ 6 ]    |
| Андре Бермон   | Скоростной спуск  | Не проводится | Не проводится | Не проводится | Не проводится | 2:03,1    | 30        | [ 6 ]    |
| Жаклин Мартель | Скоростной спуск  | Не проводится | Не проводится | Не проводится | Не проводится | DSQ       | —         | [ 6 ]    |
| Жаклин Мартель | Гигантский слалом | Не проводится | Не проводится | Не проводится | Не проводится | 2:14,3    | 11        | [ 7 ]    |
| Андре Бермон   | Гигантский слалом | Не проводится | Не проводится | Не проводится | Не проводится | 2:15,2    | 13        | [ 7 ]    |
| Марисетт Аньел | Гигантский слалом | Не проводится | Не проводится | Не проводится | Не проводится | 2:18,0    | 19        | [ 7 ]    |
| Марисетт Аньел | Слалом            | 1:07,5        | 7             | 1:08,1        | 11            | 2:15,6    | 7         | [ 8 ]    |
| Андре Бермон   | Слалом            | DSQ           | —             | —             | —             | DSQ       | —         | [ 8 ]    |

### Лыжные гонки
Мужчины
| Спортсмен      | Соревнование | Результат | Результат | Источник |
| Спортсмен      | Соревнование | Время     | Место     | Источник |
| -------------- | ------------ | --------- | --------- | -------- |
| Рене Мандрийон | 18 км        | 1:06:48   | 18        | [ 9 ]    |
| Жерар Перье    | 18 км        | 1:09:17   | 24        | [ 9 ]    |
| Жак Перье      | 18 км        | 1:10:33   | 33        | [ 9 ]    |
| Бенуа Каррара  | 18 км        | DNF       | —         | [ 9 ]    |
| Бенуа Каррара  | 50 км        | 3:55:16   | 11        | [ 10 ]   |
| Жерве Гиндре   | 50 км        | 4:39:31   | 28        | [ 10 ]   |

Мужская эстафета
| Спортсмены                                         | Соревнование     | Результат | Результат | Источник |
| Спортсмены                                         | Соревнование     | Время     | Место     | Источник |
| -------------------------------------------------- | ---------------- | --------- | --------- | -------- |
| Жерар Перье Бенуа Каррара Жан Мерме Рене Мандрийон | Эстафета 4×10 км | 2:31:11   | 4         | [ 11 ]   |

Женщины
| Спортсменка      | Соревнование | Результат | Результат | Источник |
| Спортсменка      | Соревнование | Время     | Место     | Источник |
| ---------------- | ------------ | --------- | --------- | -------- |
| Жозетт Бесс      | 10 км        | 51:43     | 15        | [ 12 ]   |
| Мишель Анджирани | 10 км        | 54:56     | 18        | [ 12 ]   |

### Прыжки на лыжах с трамплина
| Спортсмен    | Соревнование     | 1 прыжок  | 1 прыжок | 2 прыжок  | 2 прыжок | Всего | Место | Источник |
| Спортсмен    | Соревнование     | Результат | Место    | Результат | Место    | Всего | Место | Источник |
| ------------ | ---------------- | --------- | -------- | --------- | -------- | ----- | ----- | -------- |
| Андре Монье  | Большой трамплин | 90,0      | 37       | 92,5      | 33       | 182,5 | 36    | [ 13 ]   |
| Режис Рей    | Большой трамплин | 90,5      | 36       | 91,0      | 35       | 181,5 | 38    | [ 13 ]   |
| Анри Тиольер | Большой трамплин | 54,0      | 44       | 88,5      | 41       | 142,5 | 43    | [ 13 ]   |

### Фигурное катание
| Спортсмен      | Соревнование              | Обязательные фигуры | Произвольная программа | Баллы   | Сумма мест | Место | Источник |
| -------------- | ------------------------- | ------------------- | ---------------------- | ------- | ---------- | ----- | -------- |
| Ален Жилетти   | Мужское одиночное катание | 7                   | 6                      | 163,233 | 63         | 7     | [ 14 ]   |
| Жаклин Дю Бьеф | Женское одиночное катание | 4                   | 2                      | 158,000 | 24         | 3     | [ 15 ]   |